# Leonid Rogozow
Leonid Iwanowicz Rogozow (ros. Леонид Иванович Рогозов, ur. 14 marca 1934, zm. 21 września 2000) – rosyjski chirurg, uczestnik Radzieckiej Ekspedycji Antarktycznej, podczas której, w 1961 roku, dokonał na sobie operacji appendektomii.

## Życiorys
Rogozow urodził się 14 marca 1934 roku na stacji Daurija w obwodzie czytyjskim. Jego ojcem był Iwan Prochorowicz Rogozow (ur. 1905), pracujący jako kierowca, a matką Jewdokija Jemieljanowa (ur. 1908), która pracowała jako dojarka. Rogozow był trzecim z czworga dzieci w swojej rodzinie. Wkrótce po jego urodzeniu rodzina została zesłana z powodów politycznych do Ałma-Aty, a w 1936 roku przeniesiona do Minusińska (Kraj Krasnojarski), gdzie Rogozow uczęszczał do szkoły średniej. Podczas II wojny światowej, w 1943 roku, jego ojciec zginął na froncie.
Po służbie w armii, w 1953 roku rozpoczął naukę w Leningradzkim Pediatrycznym Instytucie Medycznym na wydziale lekarskim. W 1959 roku, po ukończeniu studiów rozpoczął pracę w klinice chirurgicznej, a 5 listopada 1960 roku wyruszył na spalinowo-elektrycznym statku Ob jako lekarz na szóstą Radziecką Ekspedycję Antarktyczną.